# FK Ałabuka
FK Ałabuka (kirg. Футбол клубу «Ала-Бука») – kirgiski klub piłkarski, mający siedzibę we wsi Ałabuka, na zachodzie kraju.

## Historia
Chronologia nazw:
- 1998: Dinamo Ałabuka (ros. «Динамо» Ала-Бука)
- 1999: klub rozformowano
- 2016: FK Ałabuka (ros. ФК «Ала-Бука»)

Piłkarski klub Dinamo został założony w miejscowości Ałabuka w roku 1998. W 1998 klub debiutował w rozgrywkach Wyższej Ligi Kirgistanu, w której najpierw zajął 3.miejsce w grupie południowej, a potem w turnieju finałowym był na szóstej pozycji. W 1999 zakończył rozgrywki na przedostatniej 11.pozycji. Jednak w następnym sezonie zrezygnował z dalszych występów i został rozformowany. W 2016 klub został reaktywowany jako FK Ałabuka i po raz kolejny startował w rozgrywkach o Puchar Kirgistanu.

## Sukcesy

### Trofea międzynarodowe
Nie uczestniczył w rozgrywkach azjatyckich (stan na 31-12-2015).

### Trofea krajowe
| \| \| Zdobyte trofea w rozgrywkach Kirgistanu (stan na: 31-12-2015) \| |                                                               |      |            |
| Rozgrywki                                                              | Osiągnięcie                                                   | Razy | Sezon(y)   |
| Mistrzostwo                                                            | I miejsce                                                     | 0    |            |
| Mistrzostwo                                                            | II miejsce                                                    | 0    |            |
| Mistrzostwo                                                            | III miejsce                                                   | 0    |            |
| Mistrzostwo                                                            | 6.miejsce                                                     | 1    | 1998       |
| Puchar                                                                 | zdobywca                                                      | 0    |            |
| Puchar                                                                 | finalista                                                     | 0    |            |
| Puchar                                                                 | 1/16 finału                                                   | 2    | 1998, 1999 |
| II liga                                                                | I miejsce                                                     | ?    |            |
| II liga                                                                | II miejsce                                                    | ?    |            |
| II liga                                                                | III miejsce                                                   | ?    |            |
| Kirgistan                                                              | Zdobyte trofea w rozgrywkach Kirgistanu (stan na: 31-12-2015) |      |            |

## Stadion
Klub rozgrywa swoje mecze domowe na stadionie Centralnym w Ałabuce, który może pomieścić 1000 widzów.